# Абуткова Наталія Всеволодівна
Абуткова Наталія Всеволодівна — київська художниця.
Народилася 13 (26) квітня 1916 року, в с. Верходвір'я, В'ятської губернії, сучасна Кіровська область, Приволзького федерального округу.

## Освіта
Закінчила: «Омське обласне училище культури і мистецтва» 1935-39 рр.;
«Київський художній інститут» 1945-51рр.
Наставниками художниці були О. Шовкуненко, Т. Яблонська.

## Основні твори
Основні твори: «На колгоспній фермі» (1954 р.), «Букет ромашок» (1955 р.), «Дніпровські простори», «Ботанічний сад» (1970 р.), «Видубицький монастир» (1975 р.), «Чорноморські скелі», «Чайки у моря» (1975 р.), «Підвіконня» (1977 р.), «Трояндочки» (1984 р.), «Бастіонний провулок» (1985 р.), «Айстри» (1988 р.), «Будинок на околиці» (1996 р.). 

## Викладацька діяльність
Працювала викладачем малювання і креслення в середній школі, в Омській області (1939-44рр.), з 1952 р. — на «Комбінаті Живопису-скульптур» в Києві. Член НСХУ (1972 р.).

## Виставкова діяльність
Брала участь у виставках: міських, республіканських, всесоюзних (з 1949 р.), міжнародних (Бордо, Франція, 1992). Роботи зберігаються в фондах Міністерства культури і мистецтв України, НСХУ, музеях і в приватних колекціях. Жила і працювала у м. Київ.